# Corbère-Abères
Corbère-Abères è un comune francese di 112 abitanti situato nel dipartimento dei Pirenei Atlantici nella regione della Nuova Aquitania.

## Società

### Evoluzione demografica
Abitanti censiti